# 笑撃的電影箱
『笑撃的電影箱』（しょうげきてきでんえいばこ）は、一部日本テレビ系列局が編成していたバラエティ番組放送枠の名称。日本テレビでは1991年10月20日から1994年3月27日まで、毎週日曜 22:30 - 23:26 (JST) に編成されていた。

## 概要
日本テレビの日曜22:30 - 23:30枠はローカルセールス枠で、1988年4月から1990年3月までは『全日本プロレス中継』を、1990年4月からは再び海外ドラマを放送していたが、1991年10月にバラエティ枠に変更するとともに、火曜深夜に放送され人気を呼んでいたウッチャンナンチャンとダウンタウン両コンビの番組がプライムタイムへと移動する際にセットにされる形で当枠が編成された。28分番組の2本立てで構成される。

## 構成番組（タイムフォーマット）

### 1991年10月 - 1992年6月
- 22:30 - 22:58 ウッチャン・ナンチャン with SHA.LA.LA.
- 22:58 - 23:26 ダウンタウンのガキの使いやあらへんで!!

### 1992年7月 - 1994年3月
- 22:30 - 22:58 進め!電波少年
- 22:58 - 23:26 ダウンタウンのガキの使いやあらへんで!!

## 『笑撃的電影箱』枠解体後
枠の解体後も『電波少年』と『ガキの使い』はそれぞれ終わることなく存続し、単独番組化した。『電波少年』は1998年1月1日まで同タイトルで放送されたあと、同年1月11日に『進ぬ!電波少年』（OPタイトルは、「進め（me）」から「進ぬ（nu）」に変わっていくアニメーション）へとリニューアルし、2002年9月29日まで放送された。『ガキの使い』は1999年4月に放送開始時刻が1分繰り下がったのみで特に大きな移動などはなかったが、2015年4月に『日曜ドラマ』が新設され、バラエティ枠からドラマ枠に変更した。それに伴い『ガキの使い』は放送時間が29分繰り下がった（『電波少年』移転・終了後、『別れてもチュキな人』〈のちに『ワカチュキ』と改題〉→『中井正広のブラックバラエティ』→『有吉反省会』に変更、こちらもドラマ新設で放送枠移転し、現在に至る）。

## ネット局
- 系列、ネット形態は番組終了時点（途中打ち切り局は打ち切り時点）

| 放送地域       | 放送局名           | 系列                                         | ネット形態 | 備考 |
| -------------- | ------------------ | -------------------------------------------- | ---------- | --- |
| 関東広域圏     | 日本テレビ         | 日本テレビ系列                               | 制作局     | |
| 北海道         | 札幌テレビ         | 日本テレビ系列                               | 遅れネット | 1992年4月12日から、日曜正午の遅れネット この時間帯は自主製作番組『日高晤郎のスーパーサンデー』を放送                      |
| 青森県         | 青森放送           | 日本テレビ系列                               | 同時ネット | 1991年10月25日（金曜日）から金曜16:00 - でネット開始、 1993年4月から日本テレビ同時ネットに移行。                          |
| 岩手県         | テレビ岩手         | 日本テレビ系列                               | 遅れネット | 1991年11月10日から、日曜正午の遅れネット。 この時間帯は自主製作番組を放送                                                 |
| 宮城県         | ミヤギテレビ       | 日本テレビ系列                               | 遅れネット | 金曜未明（木曜深夜）からの遅れネット                                                                                      |
| 秋田県         | 秋田放送           | 日本テレビ系列                               | 遅れネット | 1992年10月1日 23:55 - 放送開始、 終了時点では水曜1:40 - （火曜深夜）の遅れネット。                                        |
| 山形県         | 山形テレビ         | フジテレビ系列                               | 遅れネット | 開始当初は不定期放送 |
| 山形県         | 山形放送           | 日本テレビ系列                               | 同時ネット | 1993年4月4日から同時ネットで放送開始。                                                                                    |
| 山梨県         | 山梨放送           | 日本テレビ系列                               | 遅れネット | 金曜未明（木曜深夜）からの遅れネット。                                                                                    |
| 新潟県         | テレビ新潟         | 日本テレビ系列                               | 同時ネット | 開始当初は木曜未明（水曜深夜）の遅れネット、 1993年11月7日から同時ネット。                                                |
| 長野県         | テレビ信州         | 日本テレビ系列                               | 遅れネット | 土曜未明（金曜深夜）からの遅れネット。                                                                                    |
| 静岡県         | 静岡第一テレビ     | 日本テレビ系列                               | 同時ネット | 開始当初は日曜未明（土曜深夜）の遅れネット、 1992年10月11日から同時ネット。                                               |
| 富山県         | 北日本放送         | 日本テレビ系列                               | 同時ネット | 開始当初は非ネット、 1992年10月11日から同時ネットで放送開始。                                                             |
| 石川県         | テレビ金沢         | 日本テレビ系列                               | 同時ネット | 開始当初から同時ネット。                                                                                                  |
| 福井県         | 福井放送           | 日本テレビ系列 テレビ朝日系列                | 遅れネット | 1992年4月9日 - 11月26日の木曜未明（水曜深夜）から遅れネット。                                                             |
| 中京広域圏     | 中京テレビ         | 日本テレビ系列                               | 遅れネット | 1993年10月3日に日曜未明（土曜深夜）での遅れネットで放送開始。                                                             |
| 近畿広域圏     | 読売テレビ         | 日本テレビ系列                               | 遅れネット | 1991年10月25日に金曜夕方から遅れネットで放送開始 、12月20日打ち切り。                                                     |
| 鳥取県・島根県 | 日本海テレビ       | 日本テレビ系列                               | 同時ネット | 開始当初は日曜12:00 -の遅れネット、 1992年4月12日から同時ネット（遅れネット終了も同日）。                                 |
| 広島県         | 広島テレビ         | 日本テレビ系列                               | 遅れネット | 開始当初は土曜正午、 終了時点では金曜未明（木曜深夜）からの遅れネット。                                                   |
| 山口県         | 山口放送           | 日本テレビ系列                               | 同時ネット | 1993年10月3日から同時ネットで放送開始。                                                                                   |
| 香川県・岡山県 | 西日本放送         | 日本テレビ系列                               | 同時ネット | 開始当初は非ネット、1992年2月23日より同時ネットで放送開始。                                                               |
| 愛媛県         | 南海放送           | 日本テレビ系列                               | 遅れネット | 水曜未明（火曜深夜）での遅れネットだったが1992年9月30日で打ち切り、 1994年3月23日に水曜未明（火曜深夜）で再開。           |
| 高知県         | 高知放送           | 日本テレビ系列                               | 遅れネット | 日曜12:30台に遅れネット                                                                                                   |
| 福岡県         | 福岡放送           | 日本テレビ系列                               | 遅れネット | 土曜17:00 - の遅れネット。                                                                                                |
| 長崎県         | 長崎国際テレビ     | 日本テレビ系列                               | 同時ネット | 開始当初は日曜未明（土曜深夜）の遅れネット、1992年4月12日から同時ネット。                                                 |
| 熊本県         | くまもと県民テレビ | 日本テレビ系列                               | 遅れネット | この時間帯に前半枠は『ファッション通信』、 後半枠に『MOTOR LAND2』を放送していたため 日曜の昼に遅れネットで放送していた。 |
| 大分県         | 大分放送           | TBS系列                                      | 遅れネット | 開始当初は金曜未明（木曜深夜）の遅れネット、 その後水曜未明（火曜深夜）に移動するも1992年9月30日で打ち切り。              |
| 大分県         | テレビ大分         | 日本テレビ系列 フジテレビ系列                | 遅れネット | 1993年10月19日に火曜17時台で放送開始。                                                                                    |
| 宮崎県         | テレビ宮崎         | フジテレビ系列 日本テレビ系列 テレビ朝日系列 | 遅れネット | 1994年4月8日 0:40 - （7日深夜）放送開始。                                                                                 |
| 鹿児島県       | 鹿児島読売テレビ   | 日本テレビ系列                               | 同時ネット | サービス放送期間中に最終回のみを同時ネット、 先行局は非ネット。                                                           |
| 沖縄県         | 琉球放送           | TBS系列                                      | 遅れネット | 編成の都合上、水曜未明（火曜深夜）からの遅れネット。                                                                      |

### ネット局に関する備考
- 自主編成の特番などを放送するために、その日の放送を休止するネット局も多かった。
- 逆に2時間スペシャル企画に関しては、同枠を編成していなかった局でも放送された。